# Хлорид диметилиндия
Хлорид диметилиндия — элементоорганическое вещество, 
алкилпроизводное индия 
с формулой (CH3)2InCl.

## Получение
- Реакция охлаждённых эфирных растворов триметилиндия и хлористого водорода в инертной атмосфере:

{\displaystyle {\mathsf {In(CH_{3})_{3}+HCl\ {\xrightarrow {}}\ (CH_{3})_{2}InCl+CH_{4}\uparrow }}}
- Реакция эфирных растворов триметилиндия и хлорида индия(III):

{\displaystyle {\mathsf {2In(CH_{3})_{3}+InCl_{3}\ {\xrightarrow {}}\ 3(CH_{3})_{2}InCl}}}

## Физические свойства
Хлорид диметилиндия образует кристаллы
ромбической сингонии,
пространственная группа C mcm,
параметры ячейки a = 1,4107 нм, b = 0,6123 нм, c = 0,5897 нм, Z = 4.
Устойчив на воздухе,
растворяется в воде, бензоле и диметилсульфоксиде.